# Escut dels Poblets
L'escut oficial dels Poblets té el següent blasonament:
| « | Escut quadrilong de punta redona, migpartit i truncat. En el primer quarter, en camp d'or, quatre pals de gules, abraçats d'atzur sembrat de flors de lis d'or i brisat amb lambel de gules. En el segon quarter, sobre camp de sinople, una torre d'or maçonada i aclarida de sable. En el tercer quarter, sobre camp d'atzur, tres cases d'argent. Per timbre, una corona reial oberta. | » |

## Història
L'escut va ser reconegut oficialment el 2001.
La primera partició mostra les armes del primer comte de Dénia, Alfons d'Aragó i de Foix, senyor de les terres que van conformar el nou municipi creat el 1971. Precisament, les tres cases de la part inferior fan referència a l'origen tripartit del terme municipal i al·ludeixen als tres «poblets» originaris de Setla, Mira-rosa i Miraflor. Curiosament, tot i que el blasonament oficial parla de tres cases, tant l'escut utilitzat per la Generalitat Valenciana com el que fa servir l'Ajuntament mostra tres pobles o alqueries. La torre de la segona partició simbolitza la torre de guaita dels segles xv-xvi.